# Lisanne de Roever

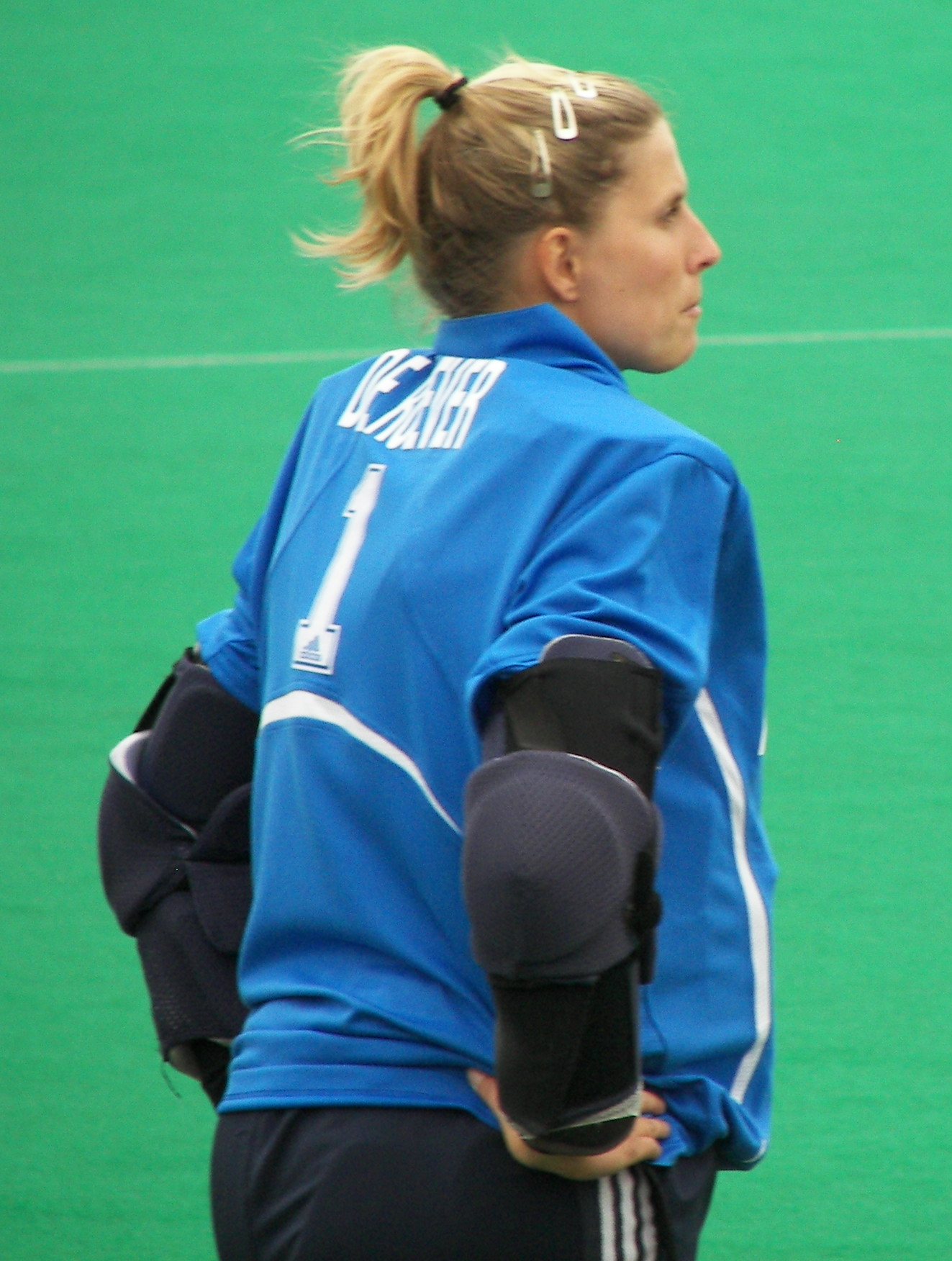
Lisanne de Roever (2007)

Lisanne Freya de Roever (* 6. Juni 1979 in Amstelveen) ist eine ehemalige niederländische Hockeyspielerin. Sie gewann mit der niederländischen Nationalmannschaft die olympische Goldmedaille 2008 und die Silbermedaille 2004, sie war Weltmeisterin 2006 sowie Europameisterin 2003 und 2005.

## Sportliche Karriere
Die 1,72 m große Lisanne de Roever stand von 2001 bis 2008 in 100 Länderspielen im Tor.
2002 stand Lisanne de Roever als Ersatztorhüterin für Clarinda Sinnige im Aufgebot bei der Weltmeisterschaft in Perth. Das Finale gewann die argentinische Mannschaft im Siebenmeterschießen. Lisanne de Roever wurde im Turnierverlauf nicht eingesetzt. Die Europameisterschaft 2003 in Madrid war die sechste Europameisterschaft für Damen, die Niederländerinnen gewannen den fünften Titel. Nach einem 5:1-Halbfinalsieg über die deutsche Mannschaft bezwangen sie die Spanierinnen im Finale mit 5:0. Bei den Olympischen Spielen 2004 in Athen gewannen die Niederländerinnen ihre Vorrundengruppe, wobei sie die zweitplatzierten Deutschen mit 4:1 besiegten. Im Halbfinale bezwangen die Niederländerinnen die argentinischen Weltmeisterinnen nach Siebenmeterschießen. Im Finale trafen die Niederländerinnen wieder auf die deutsche Mannschaft und unterlagen 1:2. Stammtorhüterin war Clarinda Sinnige, Lisanne de Roever wurde in Athen zweimal kurz vor Ende der Partie eingewechselt.
Ab 2005 war Lisanne de Roever Stammtorhüterin der niederländischen Mannschaft, Ersatztorhüterinnen waren Eveline de Haan (2006) und Floortje Engels (2008). Bei der Europameisterschaft 2005 in Dublin gewannen die Niederländerinnen ihre Vorrundengruppe und bezwangen die englische Mannschaft im Halbfinale mit 2:0. Im Finale siegten die Niederländerinnen gegen Deutschland mit 2:1. Im Jahr darauf bei der Weltmeisterschaft in Madrid gewannen sie ihre Vorrundengruppe vor den Spanierinnen. Im Halbfinale siegten sie gegen die Argentinierinnen mit 3:1, mit dem gleichen Ergebnis gewannen sie den Titel gegen die Australierinnen. Bei der Europameisterschaft 2007 in Manchester bezwangen die Niederländerinnen im Halbfinale die spanische Mannschaft mit 3:0. Im Finale unterlagen sie der deutschen Mannschaft mit 0:2. Im Jahr darauf bei den Olympischen Spielen 2008 in Peking gewannen die Niederländerinnen ihre Vorrundengruppe vor den Chinesinnen. Nach einem 5:2-Halbfinalsieg gegen Argentinien trafen die Niederländerinnen im Finale erneut auf die Chinesinnen und gewannen mit 2:0.
Lisanne de Roever spielte beim SV Kampong.